# Dusenia; Publicatio Periodica de Scientia Naturali
Dusenia; Publicatio Periodica de Scientia Naturali (abreviado Dusenia) es una revista con ilustraciones y descripciones botánicas que es editada en Curitiba, Brasil desde el año 1950.